# Un dimanche après-midi à l'île de la Grande Jatte
Un dimanche après-midi à l'île de la Grande Jatte est un tableau de Georges Seurat, exposé à l'Art Institute of Chicago.

## Contexte de l'œuvre
Seurat a peint ce tableau entre mai 1884 - mars 1885 et octobre 1885 - mai 1886 sur l'île de la Grande Jatte appelée aujourd'hui île de la Jatte, située sur une île de la Seine, entre Neuilly-sur-Seine et Levallois-Perret  sur sa rive droite, Courbevoie et le quartier d'affaires de La Défense sur sa rive gauche. Elle a été rendue célèbre par les peintres impressionnistes qu'elle a inspirés, en particulier Claude Monet, Vincent van Gogh et Alfred Sisley et bien sûr son peintre Seurat.
Ce tableau a été exposé à la huitième exposition des impressionnistes en 1886,. Il a également été présenté à Bruxelles au Salon des XX de 1887.

## Description
Ce tableau de grand format se caractérise par des tons froids et une technique de division de la touche, appelée couramment pointilliste. Seurat établit des différences de plans en distribuant deux grandes zones d'ombre et de lumière, mais il garde la même intensité chromatique sur l'ensemble de l'espace. On remarque que Seurat a également peint l'encadrement de son tableau, avec sa technique divisionniste.

## Postérité
Seurat représente lui-même une partie de ce tableau dans une toile postérieure, Les Poseuses.
Stephen Sondheim (pour la musique et les paroles) et James Lapine (pour le livret et la direction) ont créé la comédie musicale Sunday in the Park with George, en s'inspirant du tableau. Mandy Patinkin y interprète Seurat et, dans le deuxième acte, un arrière-petit-fils fictif.
Le tableau fait une apparition dans le film La Folle Journée de Ferris Bueller.
En 2011, l'écrivain Anne Perry-Bouquet publie un roman intitulé Sur l'île de la Grande Jatte inspiré par le tableau.
Le tableau fait partie des « 105 œuvres décisives de la peinture occidentale » constituant le musée imaginaire de Michel Butor.
Dans le film Les Looney Tunes passent à l'action (2003) de Joe Dante, Daffy Duck, Bugs Bunny et Elmer Fudd « entrent » dans plusieurs tableaux du musée du Louvre, dont celui-ci.
L'affiche promotionnelle de la saison 8 de The Office, sortie en 2011, rend hommage au tableau de Seurat. Les personnages principaux de la série américaine sont réunis au bord d'une étendue d'eau. La composition de l'affiche rappelle celle d'Un dimanche après-midi à l'île de la Grande Jatte.

## Historique/Provenance
Le tableau a appartenu à la mère de l'artiste jusqu'à sa mort en 1899. En 1900, il a été vendu pour 800 francs  par Emile Seurat à Léon-Casimir Bru qui l'a acheté sur le conseil de sa fille, l'artiste Lucie Cousturier. Offert par Bru à sa fille, celle-ci l'a ensuite vendu à la galerie Charles Vildrac en 1924, Vildrac le revendant la même année aux collectionneurs de Chicago, Frederic Clay et Helen Birch Bartlett. La toile est finalement donnée à l'Art Institute of Chicago deux ans plus tard, avec une clause interdisant tout prêt extérieur, à l'exception d'une unique fois, ce qui aura lieu à New York en 1958 pour une rétrospective Seurat organisée par les directeurs de l'Art Institute of Chicago et du Museum of Modern Art, Daniel Catton Rich et René d'Harnoncourt.

## Études
Si l'artiste réalise ses dessins préparatoires entre 1884 et 1885, il continue de travailler la toile en 1886. Parmi les études préparatoires au tableau :
- Étude, 1884, Metropolitan Museum of Art, New York[9]
- Femme avec un singe, 1884, Smith College Museum of Art, Northampton, Massachusetts[10]
- Étude de détail, entre 1884 et 1886, musée d'Orsay, Paris[11]
- Étude, entre 1884 et 1885, National Gallery, Londres[12]
- Étude, entre 1884 et 1885, Galerie d'art Albright-Knox, Buffalo, New York[13]
- Étude, entre 1884 et 1885, National Gallery of Art, Washington[14]
- Tête de femme, vers 1884-1885, Smith College Museum of Art, Northampton, Massachusetts[15]
- Trois jeunes femmes, vers 1884-1885, Smith College Museum of Art, Northampton, Massachusetts[16]